# Альбанези, Луиджи
Луиджи Альбанези (итал. Luigi Albanesi; 3 марта 1821, Рим — 4 декабря 1897, Неаполь) — итальянский композитор и музыкальный педагог.
Родился в семье художника, первоначально учился живописи у своего отца. После переезда в Неаполь переключился на занятия музыкой. Автор преимущественно фортепианных пьес, среди которых особо многочисленны переложения оперных фрагментов (в частности, из Джузеппе Верди). Композитору также принадлежит оратория «Семь слов Христа» (итал. La sette parole di Gesu Christo), ряд церковных других сочинений.
Пользовался известностью как фортепианный педагог; среди его учеников Беньямино Чези и собственный сын, Карло Альбанези.